# 千田義光
千田 義光（ちだ よしてる、1943年 - ）は、日本の哲学研究者、國學院大學文学部哲学科名誉教授。

## 経歴
北海道生まれ。1970年東京大学大学院哲学専攻課程博士課程中退。渡邊二郎に師事し、渡邊二郎著作集の編集を行った。

## 著書
- 現象学入門 放送大学 2000.3
- 現象学の基礎 放送大学 2004.3

## 翻訳
- 遊び-世界の象徴として オイゲン・フィンク せりか書房 1976
- 人間存在の根本現象 E.フィンク 晢書房 1982.2
- フッサールの思想 R.ベルネ他 哲書房 1994.6
- 超越論的方法論の理念 第六デカルト的省察 フッサール,フィンク 新田義弘共訳 岩波書店 1995.3
- イデーン 純粋現象学と現象学的哲学のための諸構想3 フッサール 渡辺二郎共訳 みすず書房 2010.11